# Boris Nannt
Boris Alexander Nannt (* 29. September 1969 in Preetz) ist ein Brigadegeneral a. D. des Heeres der Bundeswehr und seit 1. April 2023 Vorstandsvorsitzender der Akademie Deutscher Genossenschaften in Montabaur. In seiner letzten militärischen Verwendung von Oktober 2020 bis Februar 2023 war er Kommandeur der Logistikschule der Bundeswehr in Garlstedt.

## Militärische Laufbahn

### Ausbildung und erste Verwendungen
Nannt trat 1989 als Offizieranwärter im Nachschubbataillon 610 in Seeth in die Bundeswehr ein. Er absolvierte anschließend die Ausbildung zum Offizier der Nachschubtruppe, hierbei absolvierte er von 1991 bis 1995 auch ein Studium der Betriebswirtschaftslehre an der Universität der Bundeswehr Hamburg. Dieses schloss er als Diplom-Kaufmann ab. Es folgte 1995 bis 1996 eine Verwendung als Zugführer in der 6./Nachschubbataillon 141 in Boostedt. Von 1996 bis 1997 wurde Nannt
als S2- und S6-Offizier (Militärisches Nachrichtenwesen bzw. Führungsunterstützung) im Nachschubbataillon 6 in Neumünster eingesetzt. Es folgte wiederum eine Versetzung nach Boostedt, wo er von 1997 bis 2001 diesmal als Kompaniechef der 2./NschBtl 141 und 6./NschBtl 141 verwendet wurde. Von 2001 bis 2002 war Nannt Leiter Steuerung Versorgungsabläufe im Logistikregiment 14 in Demen. Während dieser Zeit war er auch bei KFOR im Kosovo im Auslandseinsatz. Anschließend nahm Nannt von 2002 bis 2004 am 45. Generalstabslehrgang des Heeres an der Führungsakademie der Bundeswehr in Hamburg teil.

### Dienst als Stabsoffizier
Nach Abschluss der Generalstabsausbildung wurde Nannt von 2004 bis 2007 als Stabsoffizier G3 im Fachbereich Führungslehre Heer an der Führungsakademie der Bundeswehr weiterverwendet. Von 2007 bis 2008 absolvierte er die Spanische Generalstabsausbildung an der Escuela Superior de las Fuerzas Armadas (ESFAS) in Madrid. Hierauf folgte 2008 bis 2010 eine Verwendung als Generalstabsoffizier für Führung, Organisation und Ausbildung (G 3) bei der 10. Panzerdivision in Sigmaringen. Während dieser Zeit war er erneut bei KFOR im Kosovo im Auslandseinsatz. 2010 absolvierte Nannt die Joint and Combined Warfighting School (JCWS) am Joint Forces Staff College in Norfolk (Virginia/USA). Es folgte 2010 eine kurze Verwendung als Stabsoffizier G3 beim Wehrbereichskommando I Küste in Kiel. Von 2010 bis 2013 führte Nannt als Kommandeur das Logistikbataillon 172 in Beelitz. Während dieser Zeit war er auch bei ISAF in Afghanistan im Auslandseinsatz. Es folgten zwei ministerielle Verwendungen zuerst von 2013 bis 2015 als Fachsprecher im Presse- und Informationsstab des Bundesministeriums der Verteidigung in Berlin. Als Nachfolger von Oberst Ingo Gerhartz wurde Nannt anschließend 2015 bis 2017 als Stellvertretender Sprecher BMVg und Referatsleiter Presse eingesetzt. Diesen Dienstposten übergab er an Oberst Holger Neumann. Nannt ist Mitbegründer des Projekts „Digitalforum Führen“,  einer gemeinsamen Initiative der Unternehmensverbände Berlin-Brandenburg  sowie der Bundeswehr, um junge Nachwuchsführungskräfte gemeinsam zu schulen.

### Dienst als General
Zum 18. September 2017 wurde Nannt Direktor Strategie und Fakultäten (ursprünglich Direktor Lehre) an der Führungsakademie der Bundeswehr. Auf diesem Dienstposten erhielt er auch am 17. August 2018 die Ernennung zum Brigadegeneral.
Am 29. Oktober 2020 übernahm er das Kommando über die Logistikschule der Bundeswehr in Garlstedt als Nachfolger von Brigadegeneral André Denk. Dieses Kommando übergab er am 23. Februar 2023 an Brigadegeneral Holger Draber.
Im März 2023 wurde Nannt auf eigenes Verlangen aus der Bundeswehr entlassen. Zum 1. April 2023 übernahm er die Funktion des Vorstandsvorsitzenden der Akademie Deutscher Genossenschaften.

### Auslandseinsätze
- 2001 KFOR Nachschubstabsoffizier im Logistikregiment, Prizren, Kosovo
- 2009/2010 KFOR Büroleiter Kommandeur KFOR, Pristina, Kosovo
- 2012/2013 ISAF Kommandeur Logistisches Unterstützungsbataillon Mazar-e-Scharif, Afghanistan

### Auszeichnungen
- Ehrenkreuz der Bundeswehr in Gold und Silber
- Einsatzmedaille der Bundeswehr KFOR in Silber und Bronze
- Einsatzmedaille der Bundeswehr ISAF in Bronze
- NATO-Medaille KFOR
- NATO-Medaille Non-Article 5 Balkans
- NATO-Medaille Non-Article 5 ISAF
- Medaille des Brandenburger Landtags zur Anerkennung von Verdiensten für das Gemeinwesen

## Privates
Nannt ist verheiratet.